# Championnats panaméricains de boxe amateur 2008
Navigation
Édition précédente Édition suivante
La 7e édition des championnats panaméricains de boxe amateur s'est déroulée à Cuenca, Équateur, du 4 au 8 juin 2008. 

## Résultats

### Podiums
| Catégories                  | Or                | Argent                 | Bronze                           |
| Poids mi-mouches (-48 kg)   | Yampier Hernández | Juan Carlos Santillan  | Silas Jesus Luis Diaz            |
| Poids mouches (-51 kg)      | Andry Laffita     | Juliao Neto            | Patricio Calero Evier Hernandez  |
| Poids coqs (-54 kg)         | Jonathan Romero   | Yoandry Campos         | Yankiel Leon Jonathan Velarezo   |
| Poids plumes (-57 kg)       | Idel Torriente    | Luis Porozo            | Camilo Perez Victor Abreu        |
| Poids légers (-60 kg)       | Darley Perez      | Yordenis Ugas          | Alexis Folleco Didimo Nascimento |
| Poids super-légers (-64 kg) | Roniel Iglesias   | Victor Pinango         | Mario Agua Ale Castro Omar Ward  |
| Poids welters (-69 kg)      | Carlos Banteur    | John Jackson           | Esquiva Florentino Ricardo Reyes |
| Poids moyens (-75 kg)       | Emilio Correa     | Yamaguchi Falcao       | Samuel Rogers Jose Espinosa      |
| Poids mi-lourds (-81 kg)    | Eleider Alvarez   | Julio Cesar de la Cruz | Alcivar Ayovi                    |
| Poids lourds (-91 kg)       | Osmay Acosta      | Julio Castillo         | Deivis Julio                     |
| Poids super-lourds (+91 kg) | Oscar Rivas       | Robert Alfonso         | Damien Sealy Gleison Abreu       |

### Tableau des médailles
| Place | Pays                        | Médaille d'or, Amérique | Médaille d'argent, Amérique | Médaille de bronze, Amérique | Total |
| ----- | --------------------------- | ----------------------- | --------------------------- | ---------------------------- | ----- |
| 1     | Cuba                        | 7                       | 3                           | 1                            | 11    |
| 2     | Colombie                    | 4                       | 0                           | 1                            | 5     |
| 3     | Équateur                    | 0                       | 3                           | 5                            | 8     |
| 4     | Brésil                      | 0                       | 2                           | 4                            | 6     |
| 5     | Venezuela                   | 0                       | 2                           | 2                            | 4     |
| 6     | Îles Vierges des États-Unis | 0                       | 1                           | 1                            | 2     |
| 7     | Barbade                     | 0                       | 0                           | 2                            | 2     |
| 7     | République dominicaine      | 0                       | 0                           | 2                            | 2     |
| 7     | Porto Rico                  | 0                       | 0                           | 2                            | 2     |
| Total | 9 pays médaillés            | 11                      | 11                          | 20                           | 42    |